# 四洲集団
四洲集団（英語:Four Seas Mercantile Holdings 、フォー・シーズ・マーケンティル・ホールディングス）は香港を拠点に食料品の製造・販売を行っている企業。
主力商品は即席麺、飴、ハム、ソーセージなど。コーヒーショップチェーン「POKKACAFE」を経営。 

## 沿革
- 1971年 - 設立。
- 1993年8月25日 - 香港証券取引所に上場。
- 1994年 - カルビーとの合弁会社カルビー四洲を設立。
- 1997年 - 菓子販売の「零食物語（OKASHILAND)」の展開を開始。

## 零食物語
四洲集団が展開する菓子販売チェーンストア。香港内と中華人民共和国本土に約70店舗を構えている。主な商品は森永製菓やグリコなどの日本の菓子メーカーの菓子類である。